# Mini-Europa
Mini-Europa är en miniatyrpark i Bruparck vid Atomium i Bryssel, Belgien. Här finns miniatyrversioner av berömda byggnadsverk i Europeiska unionens medlemsstater. Parken invigdes 1989 och är öppen mellan mars och oktober.

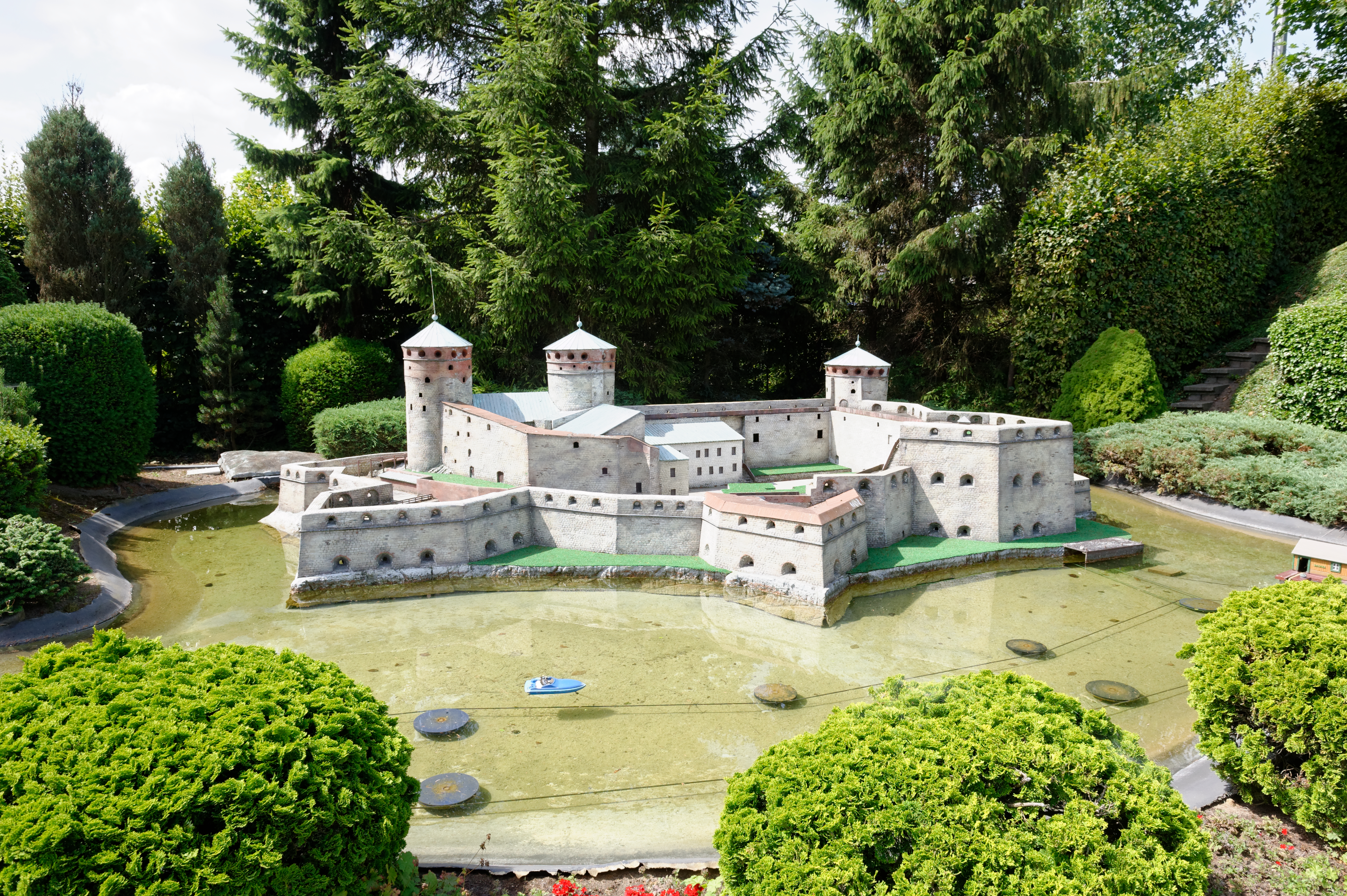
Olofsborg i Finland.
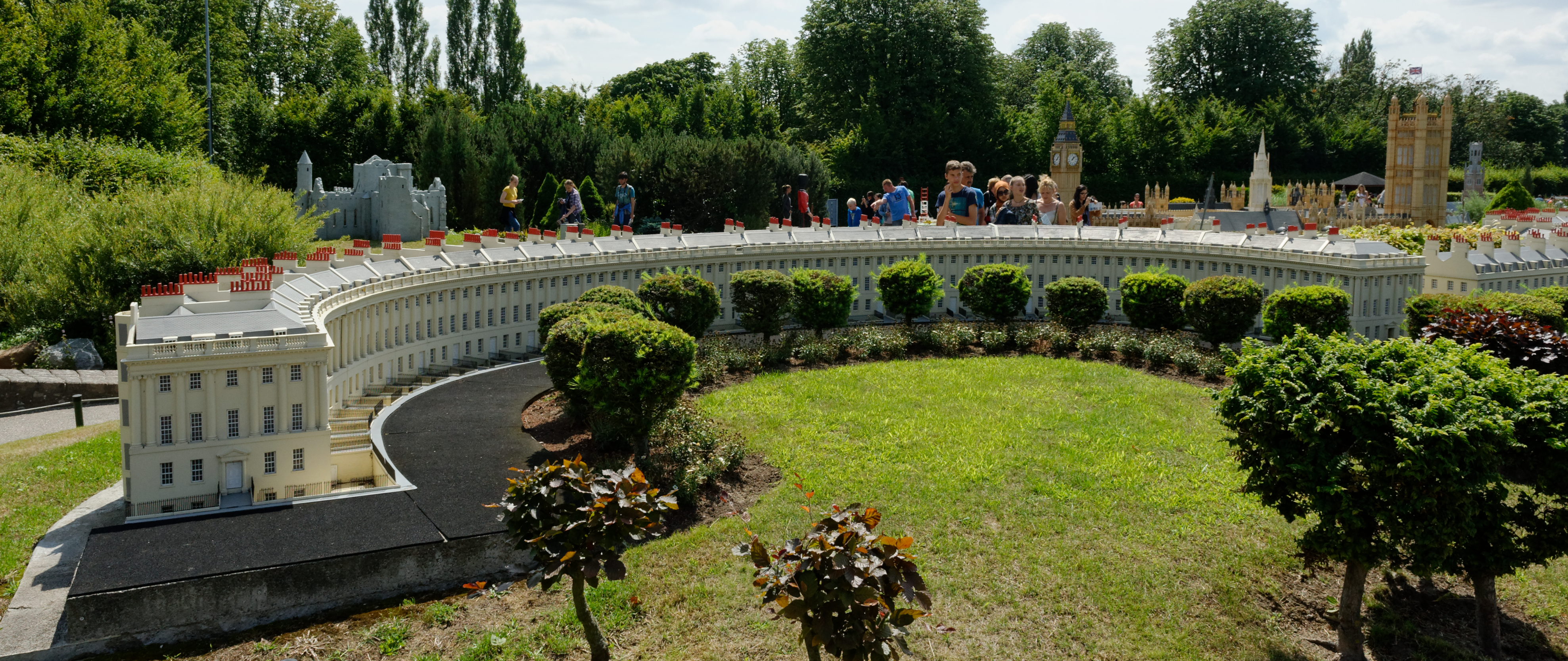
Royal Crescent i Storbritannien.
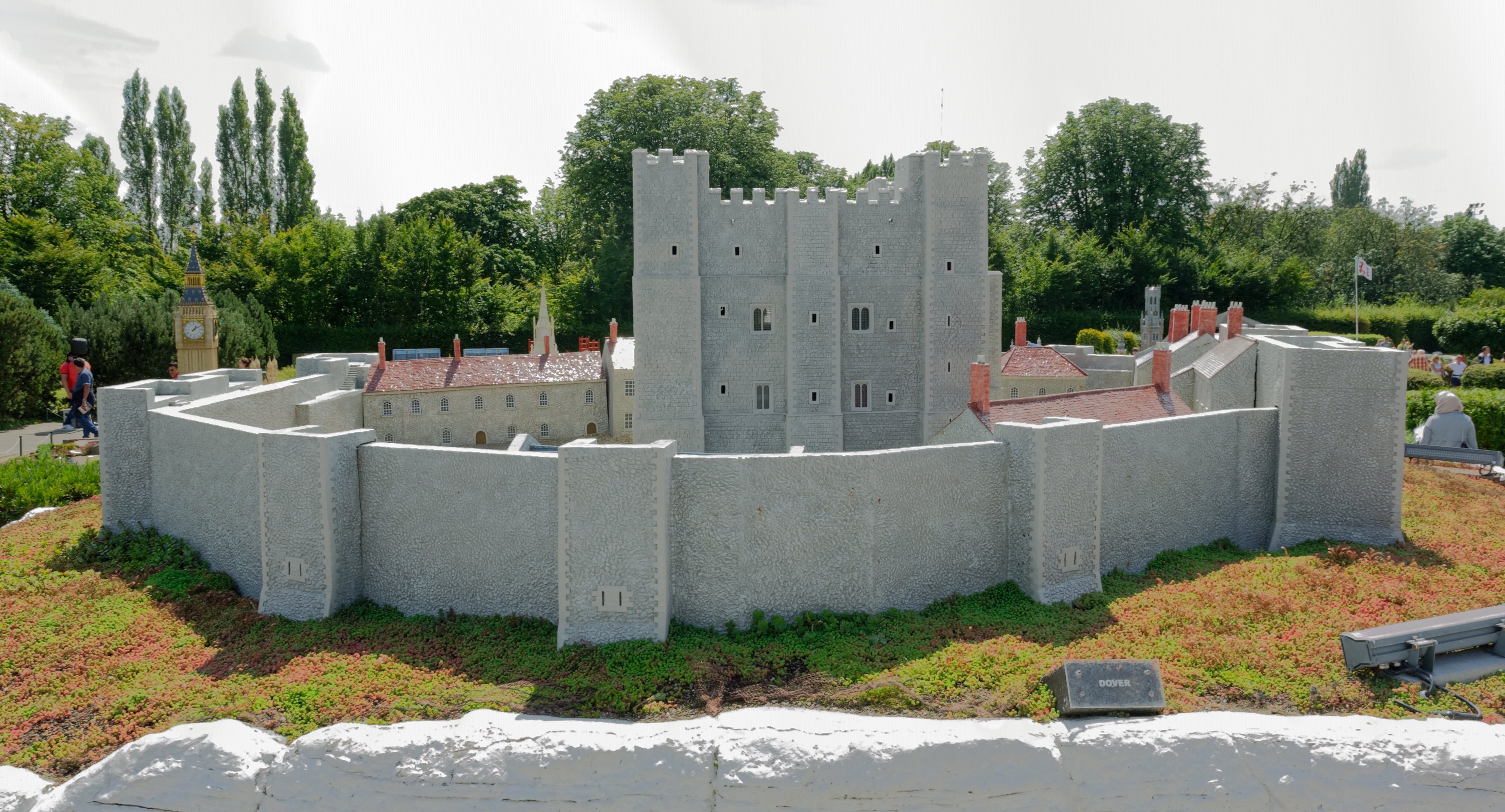
Dover Castle i Storbritannien.
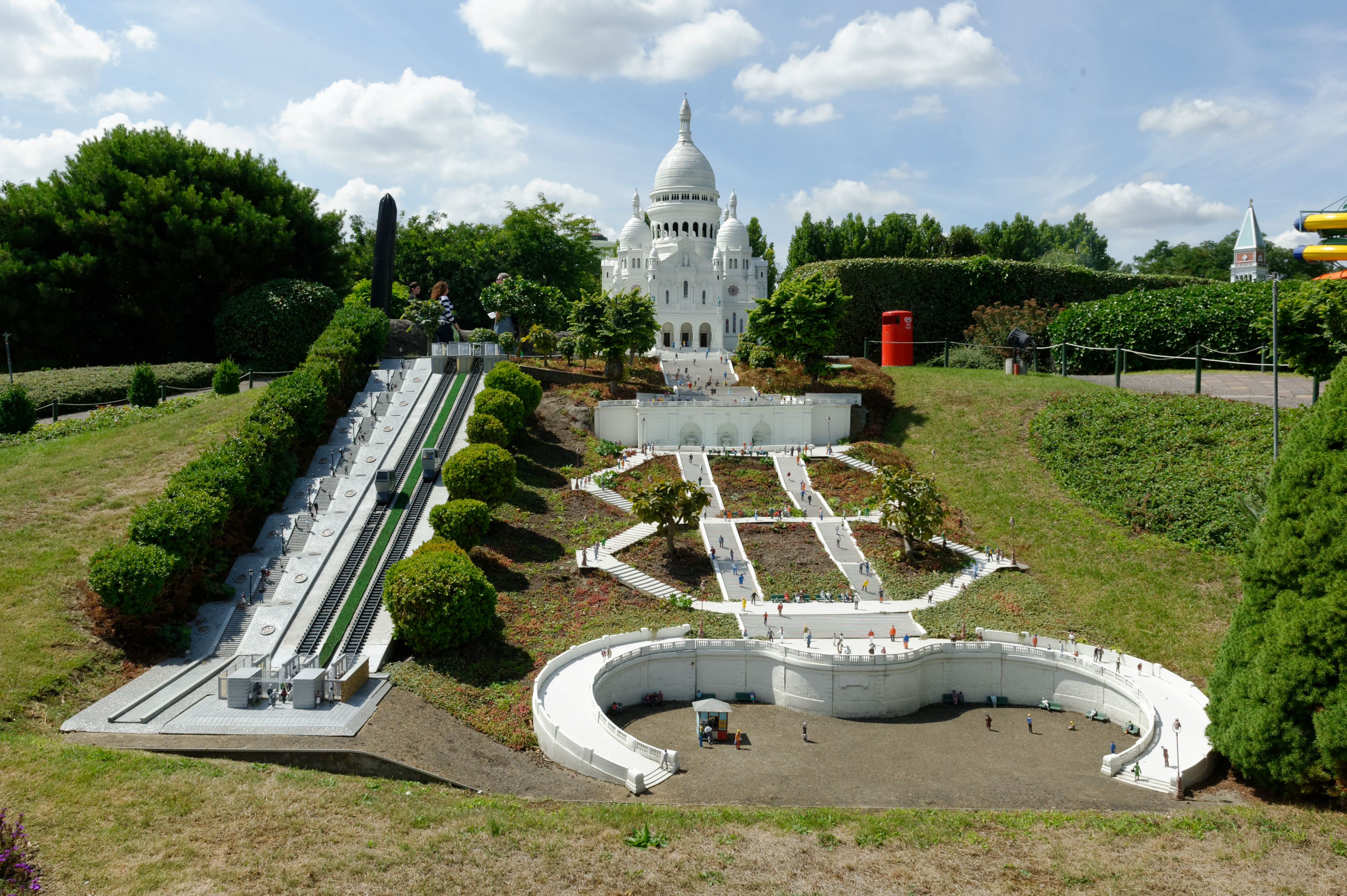
Sacré-Cœur i Frankrike.
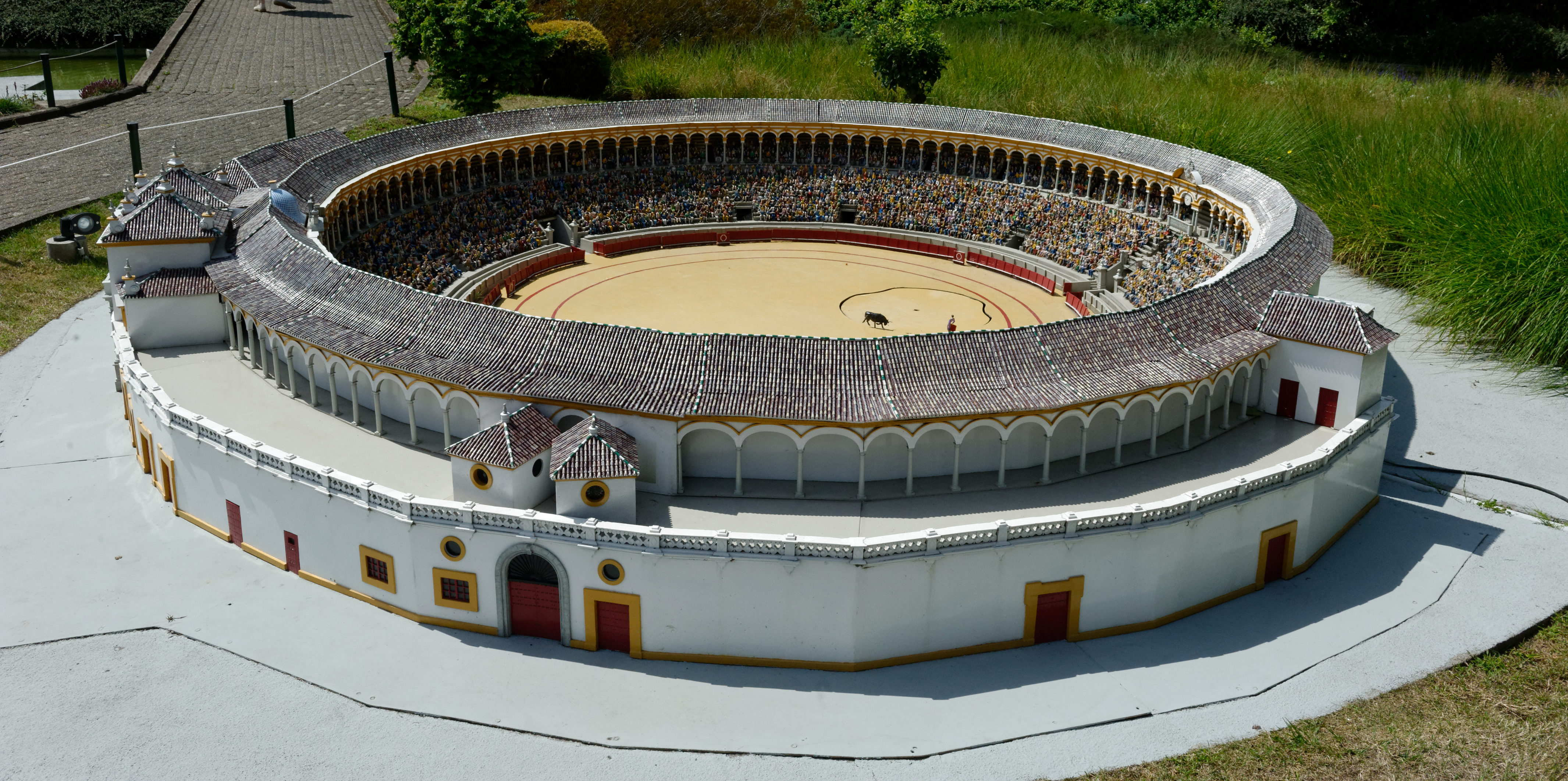
Maestranza i Spanien.
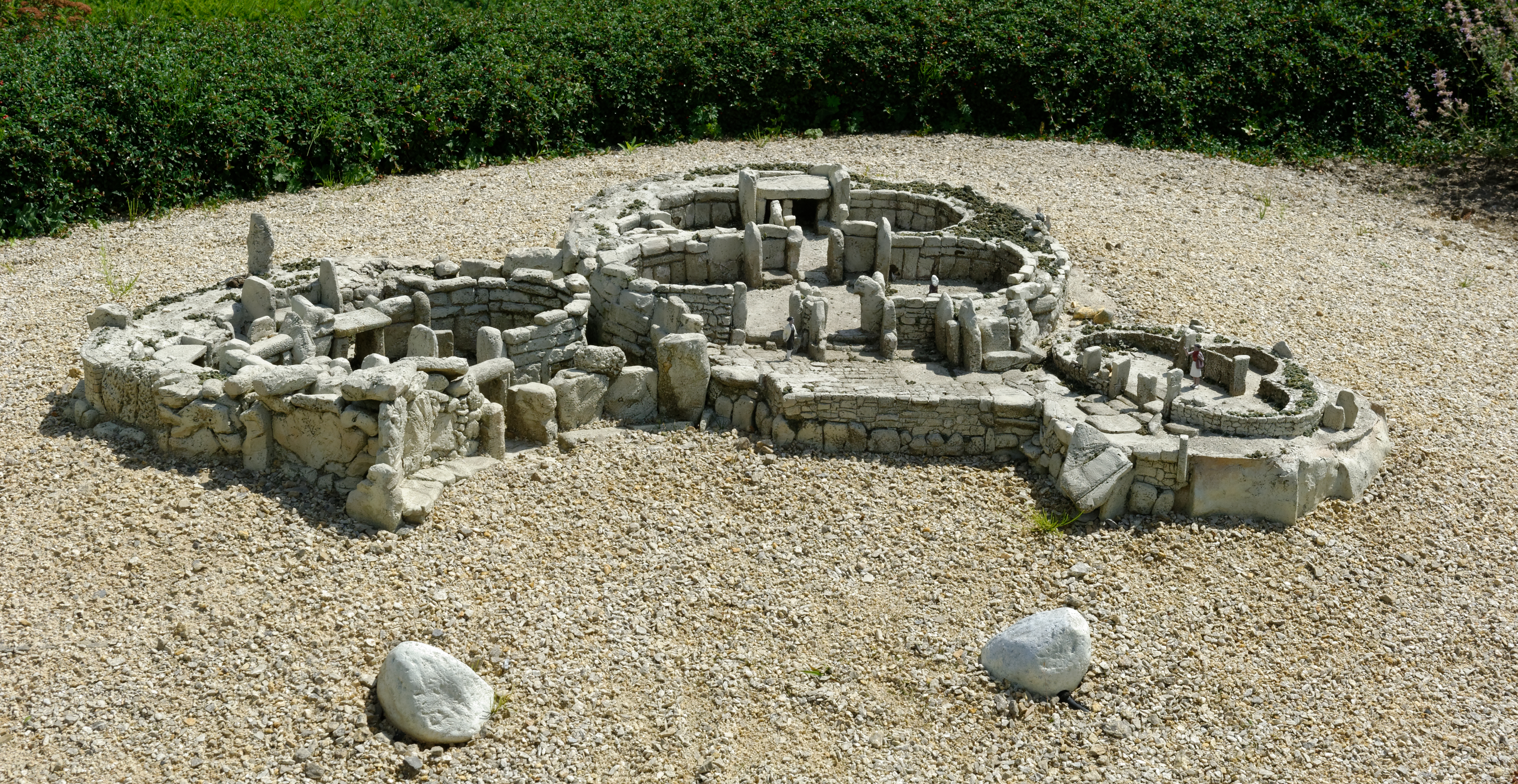
Mnajdra i Malta.
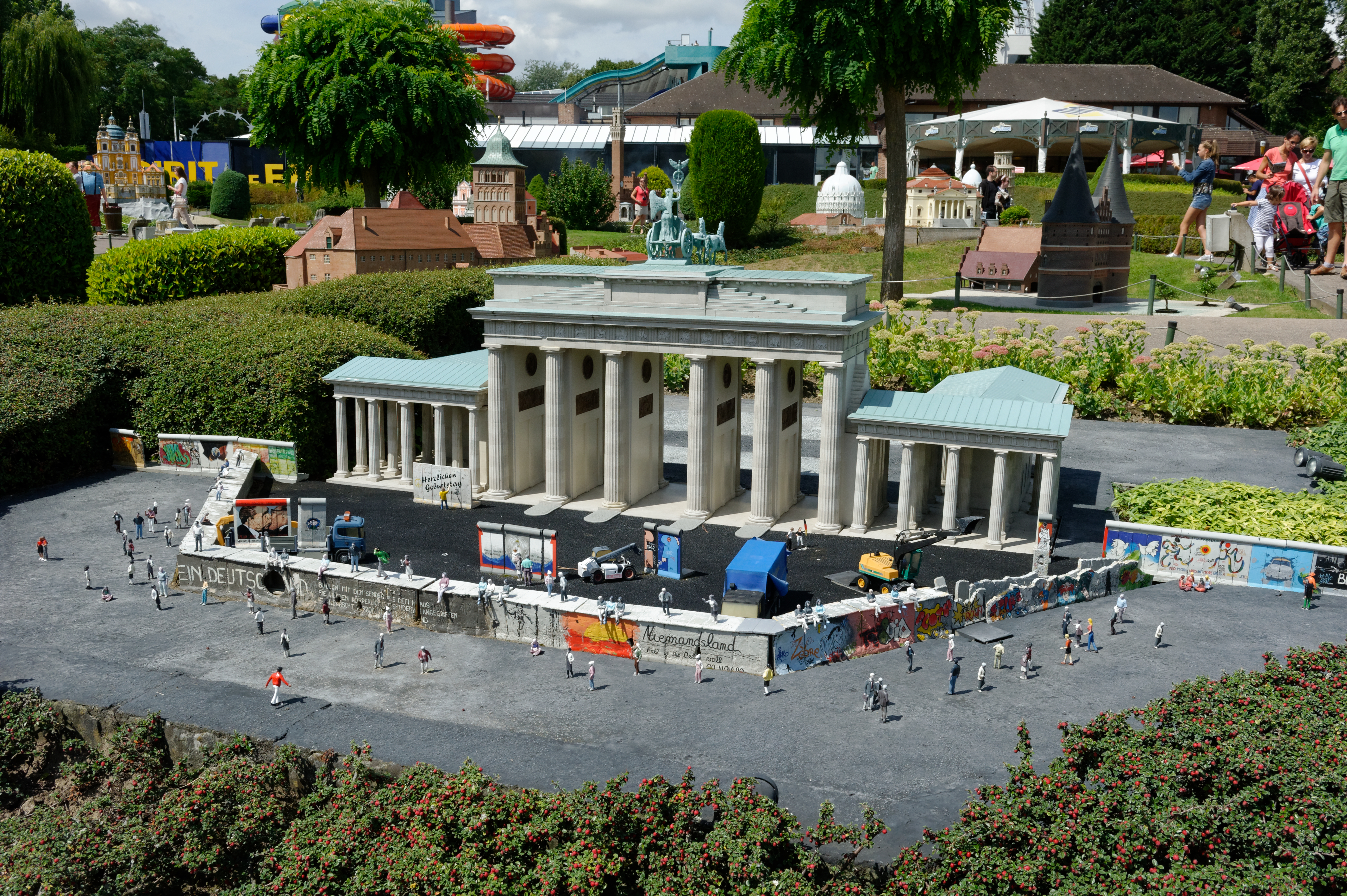
Brandenburger Tor och berlinmuren i Tyskland.
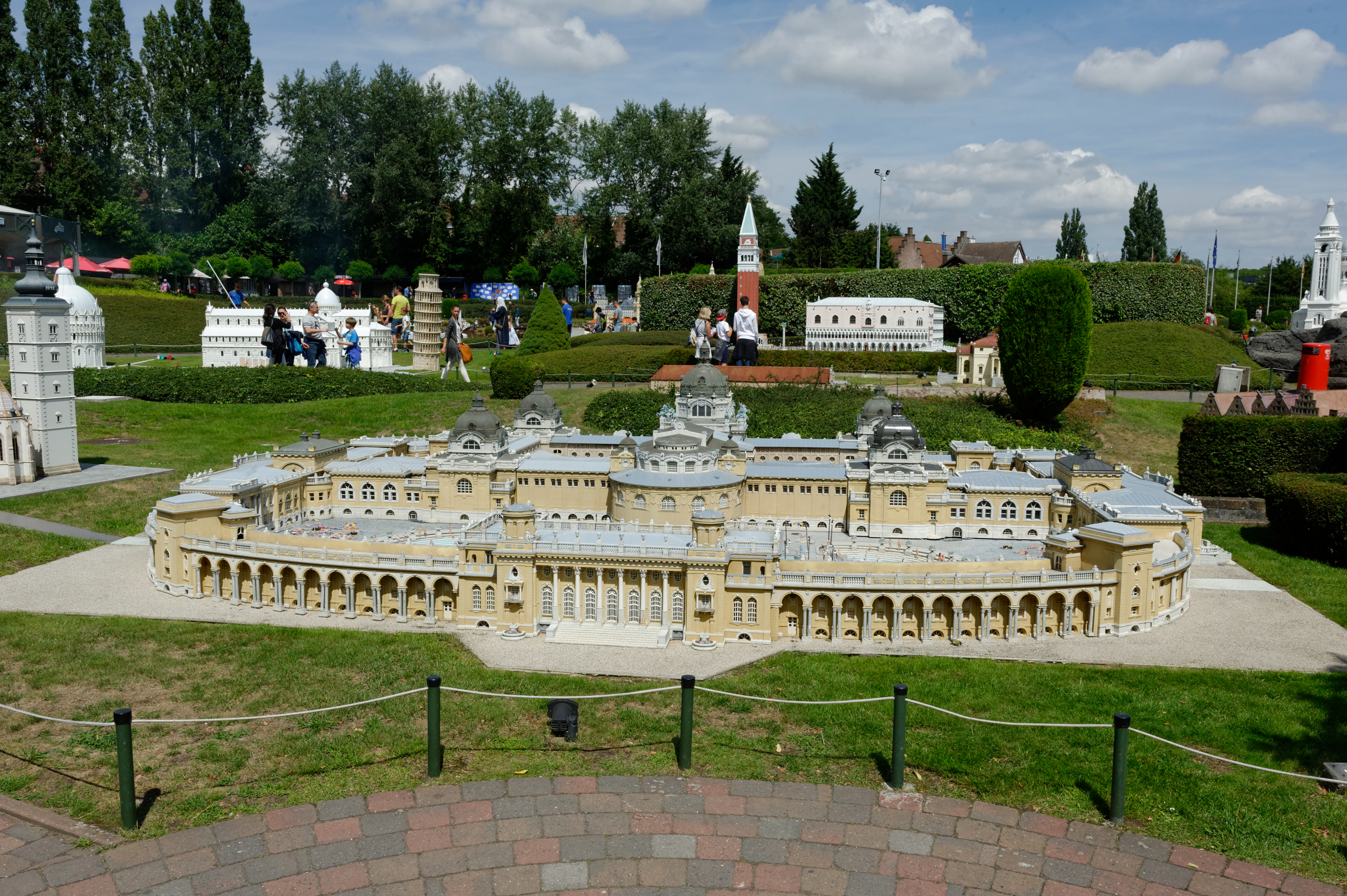
Széchenyi termalbad i Ungern.